# تخمیر اتانول

(۱) یک مولکول گلوکز از طریق گلیکولیز تجزیه می‌شود و دو مولکول پیرووات تولید می‌کند. انرژی آزاد شده توسط این واکنش‌های گرمازا برای فسفریله کردن دو مولکول ADP و تولید دو مولکول ATP و همچنین برای کاهش دو مولکول NAD+ به NADH استفاده می‌شود. (۲) دو مولکول پیروات تجزیه می‌شوند و دو مولکول استالدهید و دو مولکول دی‌اکسید کربن آزاد می‌کنند. (۳) دو مولکول NADH، دو مولکول استالدهید را به دو مولکول اتانول احیا می‌کنند؛ این عمل NADH را دوباره به NAD+ تبدیل می‌کند.

تخمیر اتانول, که به تخمیر الکلی نیز معروف است، یک فرایند بیولوژیکی است که شکرهایی مانند گلوکز، فروکتوز و ساکارز را به انرژی سلولی تبدیل می‌کند و به عنوان محصولات جانبی اتانول و دی‌اکسید کربن تولید می‌نماید. از آنجا که مخمرها این تبدیل را در غیاب اکسیژن انجام می‌دهند، تخمیر الکلی به عنوان یک فرایند بی‌هوازی در نظر گرفته می‌شود. این فرایند همچنین در برخی از گونه‌های ماهی (از جمله ماهی قرمز و کپور) رخ می‌دهد که (به همراه تخمیر اسید لاکتیک) در زمان کمبود اکسیژن انرژی فراهم می‌کند.
تخمیر اتانول اساس نوشیدنی‌های الکلی، سوخت اتانول و ورآمدن خمیر نان است.

## فرایند بیوشیمیایی تخمیر ساکارز

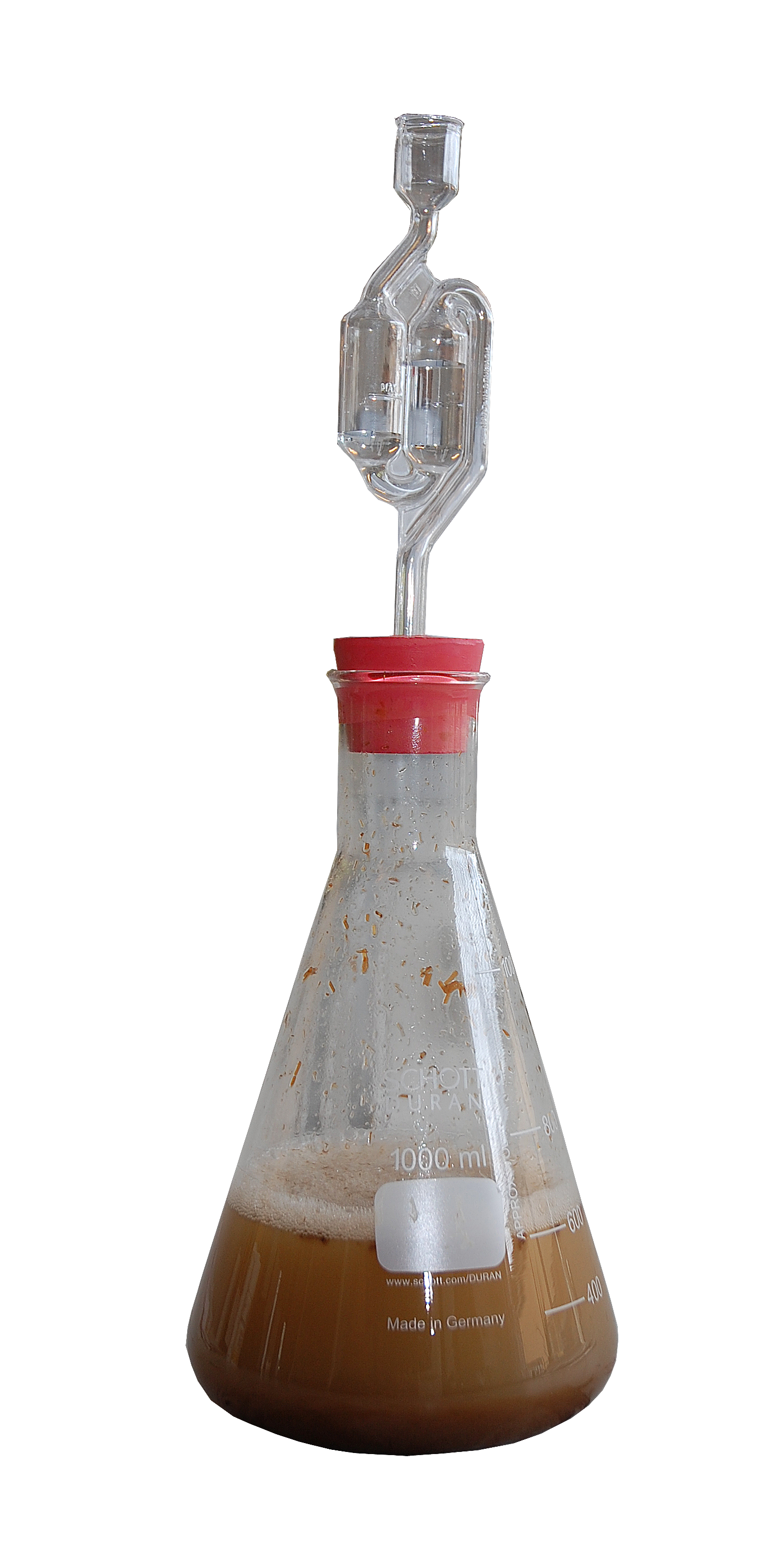
یک ظرف آزمایشگاهی که برای تخمیر کاه استفاده می‌شود

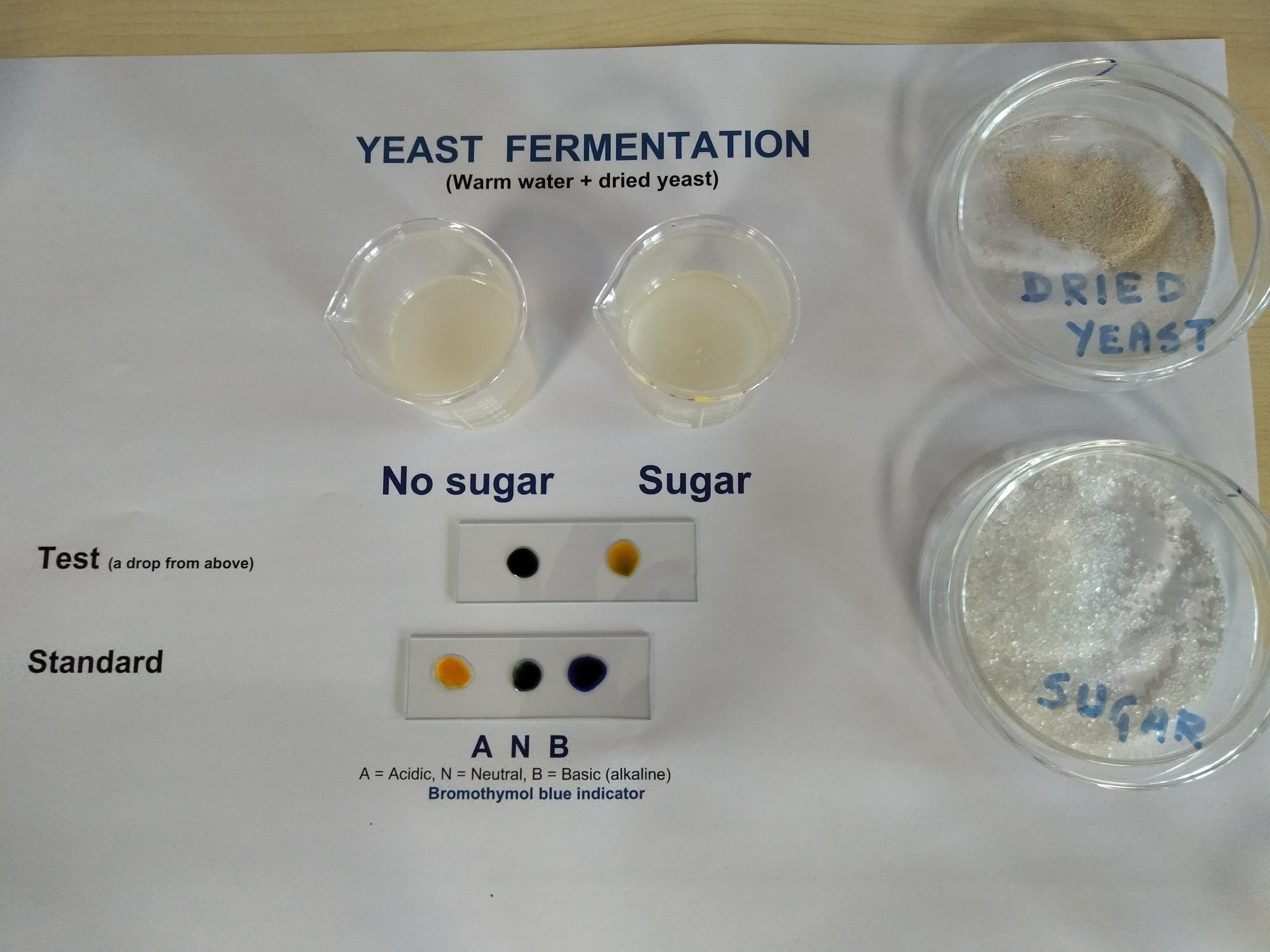
تخمیر ساکارز توسط مخمر

معادلات شیمیایی زیر تخمیر ساکارز (C12H22O11) به اتانول (C2H5OH ) را خلاصه می‌کنند. تخمیر الکلی یک مول گلوکز را به دو مول اتانول و دو مول دی‌اکسید کربن تبدیل می‌کند و در این فرایند دو مول انرزی سلولی تولید می‌کند.
C6H12O6 + 2 ADP + 2Pi → 2C2H5OH + 2CO2 + 2 ATP
ساکارز قندی است که از اتصال یک گلوکز به یک فروکتوز تشکیل شده است. در مرحله اول تخمیر الکلی، آنزیم اینورتاز پیوند گلیکوزیدی بین مولکول‌های گلوکز و فروکتوز را می‌شکند.
{\displaystyle {\ce {C12H22O11{}+H2O->[{\text{Invertase}}]2C6H12O6}}}
در مرحله بعد، هر مولکول گلوکز در فرآیندی که به عنوان گلیکولیز شناخته می‌شود، به دو مولکول پیرووات تجزیه می‌شود. گلیکولیز با معادله خلاصه می‌شود:
C6H12O6 + 2 ADP + 2Pi + 2NAD + → 2CH3COCOO − + 2 ATP + 2 NADH + 2H2O + 2H +
CH3COCOO− پیرووات و P i فسفات معدنی است. در نهایت، پیروات در دو مرحله به اتانول و CO2 تبدیل می‌شود و NAD+ اکسید شده مورد نیاز برای گلیکولیز را احیا می‌کند:
۱. CH 3 COCOO - + H + → CH 3 CHO + CO 2
توسط پیرووات دکربوکسیلاز کاتالیز می‌شود
۲. CH 3 CHO + NADH + H + → C 2 H 5 OH + NAD +
این واکنش توسط الکل دهیدروژناز (ADH1 در مخمر نانوایی) کاتالیز می‌گردد.
همان‌طور که در معادله واکنش نشان داده شده است، گلیکولیز باعث کاهش دو مولکول NAD + به NADH می‌شود. دو مولکول ADP نیز از طریق فسفوریلاسیون در سطح سوبسترا به دو مولکول ATP و دو مولکول آب تبدیل می‌شوند.

### فرآیندهای مرتبط
تخمیر قند به اتانول و CO2
نیز می‌تواند توسط زایموموناس موبیلیس انجام شود، با این حال مسیر آن کمی متفاوت است زیرا تشکیل پیروات از طریق گلیکولیز اتفاق نمی‌افتد، بلکه از طریق مسیر انتنر-دودوروف انجام. میکروارگانیسم‌های دیگر می‌توانند از طریق تخمیر، اتانول را از قندها تولید کنند، اما اغلب فقط به عنوان یک محصول جانبی. مثال‌ها عبارتند از
- تخمیر اسید هترولاکتیک در آن باکتری‌های لوکونوستوک لاکتات + اتانول + Co2 تولید می‌کنند.
- تخمیر اسیدی مخلوط که در آن اشریشیا اتانول مخلوط با لاکتات، استات، سوکسینات، فرمات Co2 و H2 تولید می‌کند.
- تخمیر ۲٬۳-بوتاندیول توسط انتروباکتر و تولید اتانول، بوتاندیول، لاکتات، فرمات Co2 و H2.

## نگارخانه

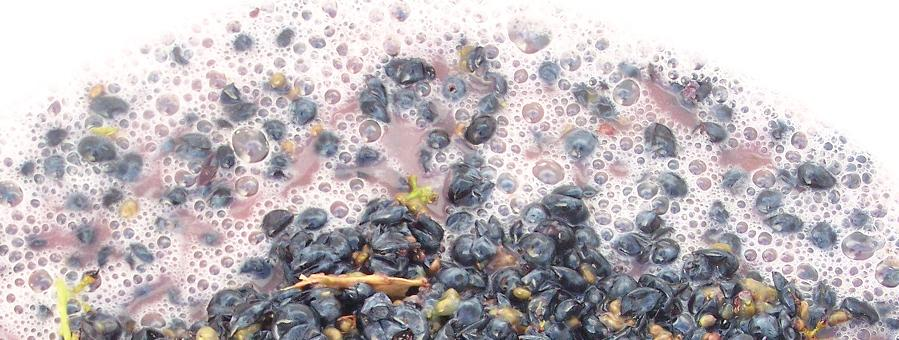
تخمیر انگور در طول تولید شراب.

گلوکز نشان داده شده در تصویر هاورث
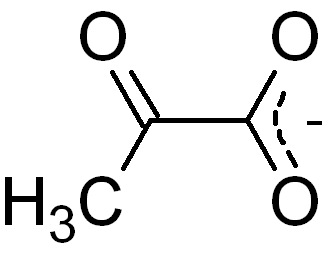
پیروات
استالدئید
اتانول

## اثر اکسیژن
تخمیر به اکسیژن نیاز ندارد. اگر اکسیژن موجود باشد، برخی از گونه‌های مخمر (مانند Kluyveromyces lactis یا Kluyveromyces lipolytica) پیروات را به‌طور کامل به دی‌اکسید کربن و آب اکسید می‌کنند که به این فرایند تنفس سلولی گفته می‌شود، بنابراین این گونه‌های مخمر تنها در یک محیط بی‌هوازی (غیر از تنفس سلولی) اتانول تولید می‌کنند. این پدیده به اثر پاستور معروف است.
با این حال، بسیاری از مخمرها مانند مخمر نان معمولی ساکارومایسس سرویزیه یا مخمر تقسیم Schizosaccharomyces pombe تحت شرایط خاص، حتی در حضور اکسیژن، به جای تنفس، تخمیر می‌کنند. در تولید شراب، این به عنوان اثر معکوس پاستور شناخته می‌شود. این مخمرها حتی در شرایط هوازی نیز اتانول تولید می‌کنند، اگر مواد مغذی مناسب به آن‌ها داده شود. در طول تخمیر دسته‌ای، نرخ تولید اتانول به ازای هر میلی‌گرم پروتئین سلولی در اوایل این فرایند به حداکثر می‌رسد و به تدریج با انباشت اتانول در مایع اطراف کاهش می‌یابد. مطالعات نشان می‌دهند که حذف این اتانول انباشته شده بلافاصله فعالیت تخمیری را بازنمی‌گرداند و شواهدی ارائه می‌دهند که کاهش نرخ متابولیک به تغییرات فیزیولوژیکی (شامل آسیب احتمالی اتانول) مربوط شده و ارتباطی به وجود اتانول ندارد. چندین علت بالقوه برای کاهش فعالیت تخمیری مورد بررسی قرار گرفته است. قابلیت زنده‌مانی در ۹۰٪ یا بالاتر باقی مانده، pH داخلی نزدیک به خنثی باقی مانده و فعالیت‌های خاص آنزیم‌های گلیکولیتیک و الکوهولژنتیک (که در آزمایشگاه اندازه‌گیری شده‌اند) در طول تخمیر دسته‌ای بالا باقی مانده‌اند. هیچ‌یک از این عوامل به نظر نمی‌رسد که به‌طور علّی با کاهش فعالیت تخمیری در طول تخمیر دسته‌ای مرتبط باشد.

## پخت نان

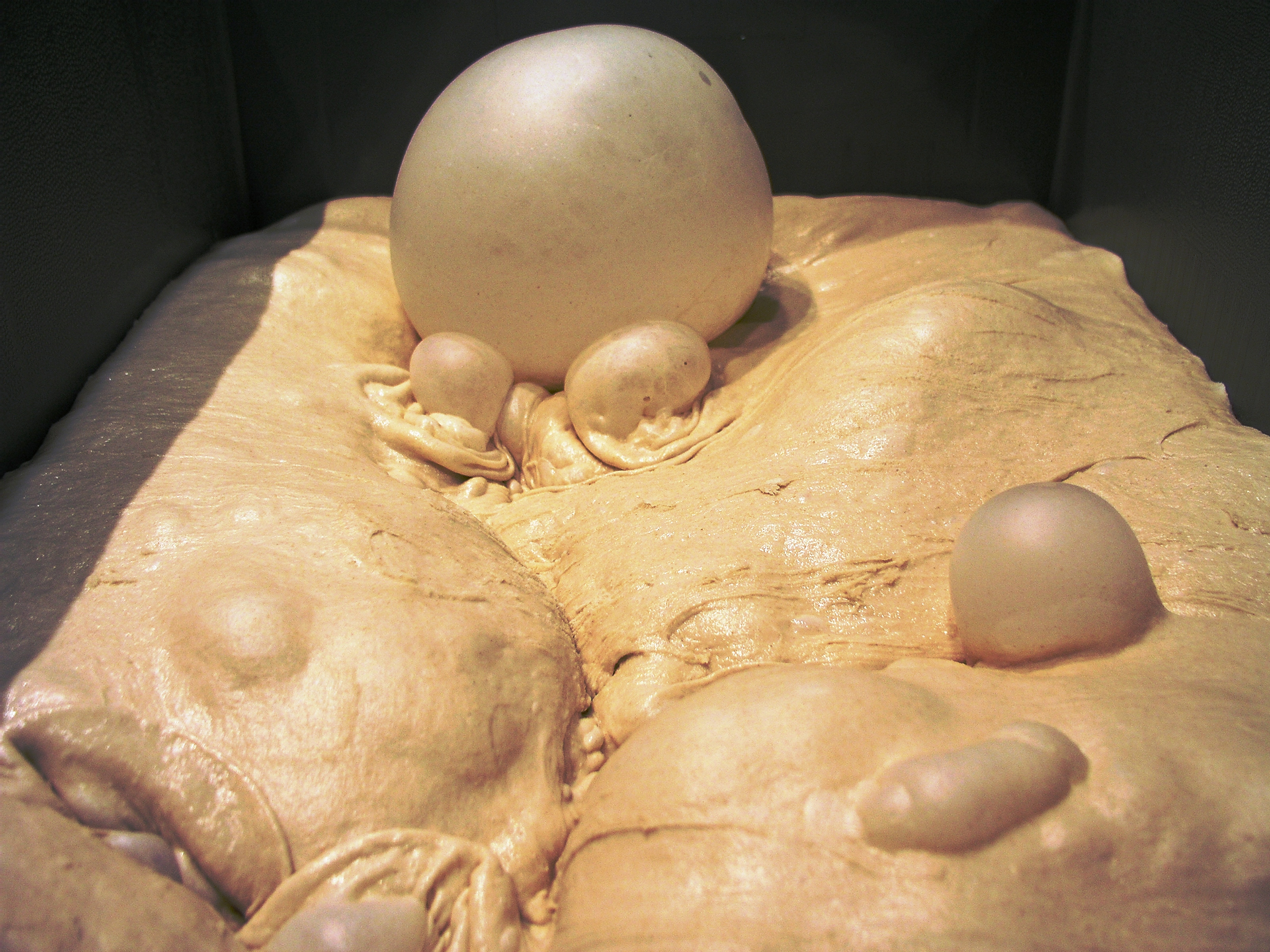
تشکیل دی‌اکسید کربن - یک محصول جانبی تخمیر اتانول - باعث ورآمدن نان می‌شود.

تخمیر اتانول باعث ورآمدن خمیر نان می‌شود. مخمرها قندهای موجود در خمیر را مصرف می‌کنند و اتانول و دی‌اکسید کربن را به عنوان مواد زائد تولید می‌نمایند. دی‌اکسید کربن حباب‌هایی را در خمیر تشکیل می‌دهد و آن را به صورت فومی درمی‌آورد. پس از پخت، کمتر از ۲٪ اتانول باقی می‌ماند.
در یک پیشرفت معاصر، گروهی در آلمان برعکس عمل کرده و نان بیات را به اتانول تبدیل کرده‌اند.

## نوشیدنی‌های الکلی

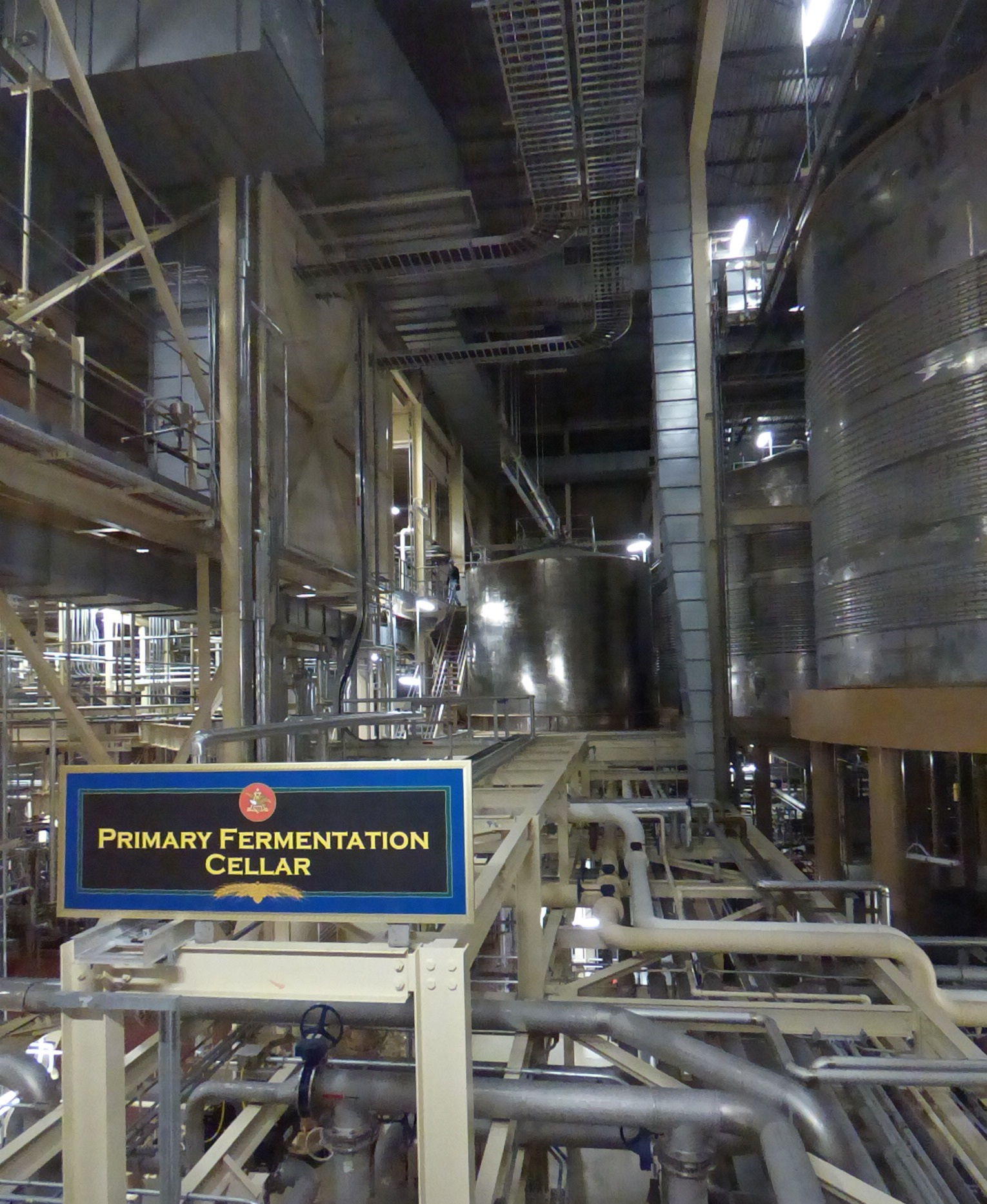
انبار تخمیر اولیه، کارخانه آبجوسازی بادوایزر، فورت کالینز، کلرادو

اتانول موجود در نوشیدنی‌های الکلی از طریق تخمیر ناشی از مخمر تولید می‌شود. مشروبات الکلی از غلات، میوه‌ها، سبزیجات یا شکری که قبلاً تخمیر الکلی را پشت سر گذاشته‌اند، تقطیر می‌شوند.
محصولات الکلی:
- قندهای طبیعی موجود در انگور؛
  - تخمیر شده: شراب، سیدر و پری به ترتیب با تخمیر مشابه قند طبیعی موجود در سیب و گلابی تولید می‌شوند؛ و سایر شراب‌های میوه‌ای از تخمیر قندهای موجود در هر نوع میوه دیگر تولید می‌شوند.
  - مشروبات الکلی: برندی و او دو ویه (مثلاً اسلیوویتز) با تقطیر این نوشیدنی‌های تخمیر شده با میوه تولید می‌شوند.
- مید (شیره انگور) با تخمیر قندهای طبیعی موجود در عسل تولید می‌شود.
- نشاسته‌های غلات که توسط آنزیم آمیلاز به قند تبدیل شده‌اند، که در دانه‌های غلاتی که مالت‌گیری شده‌اند (یعنی جوانه زده‌اند) وجود دارد. منابع دیگر نشاسته (مثلاً سیب‌زمینی و غلات بدون مالت) را می‌توان به مخلوط اضافه کرد، زیرا آمیلاز روی آن نشاسته‌ها نیز عمل خواهد کرد. همچنین ممکن است در چند کشور با بزاق توسط آنزیم آمیلاز تخمیر شود.
  - تخمیر شده: آبجو
  - مشروبات الکلی: ویسکی و گاهی ودکا. جین و نوشیدنی‌های مرتبط با آن با افزودن طعم‌دهنده‌ها به ماده اولیه‌ای شبیه ودکا در طول تقطیر تولید می‌شوند.
- نشاسته دانه برنج توسط کپک آسپرژیلوس اوریزا به قند تبدیل می‌شود.
  - تخمیر شده: شراب برنج (از جمله ساکی)
  - مشروبات الکلی: بایجیو، سوجو و شوچو
- ملاس محصول نیشکر.
  - مشروبات الکلی: رم

در تمام موارد، تخمیر باید در یک ظرف (مانند قفل تخمیر) انجام شود که اجازه می‌دهد دی‌اکسید کربن خارج شود و از ورود هوای خارجی جلوگیری کند. این به این دلیل است که ورود هوای خارجی می‌تواند باعث آلودگی نوشیدنی به دلیل خطرباکتری یا کپک شود و انباشت دی‌اکسید کربن می‌تواند باعث ترکیدن ظرف گردد.

## مواد اولیه برای تولید سوخت
همچنین تخمیر مخمر محصولات مختلف کربوهیدراتی، برای تولید اتانولی که به بنزین اضافه می‌گردد، نیز استفاده می‌شود.
منبع اصلی اتانول در مناطق گرم‌تر نیشکر است. در مناطق معتدل، ذرت یا چغندر قند استفاده می‌شود.
در ایالات متحده، منبع اصلی تولید اتانول در حال حاضر ذرت است. تقریباً ۲٫۸ گالن اتانول از یک بوشل ذرت (۰٫۴۲ لیتر به ازای هر کیلوگرم) تولید می‌شود. در حالی که بخش زیادی از ذرت به اتانول تبدیل می‌شود، مقداری از ذرت نیز محصولات جانبی مانند DDGS (غلات خشک تقطیری با محلول‌ها) تولید می‌کند که می‌توان از آن‌ها به عنوان خوراک دام استفاده کرد. یک بوشل ذرت حدود ۱۸ پوند DDGS تولید می‌کند (۳۲۰ کیلوگرم DDGS به ازای هر تن متریک ذرت). اگرچه بیشتر کارخانه‌های تخمیر در مناطق تولید ذرت ساخته شده‌اند، سورگوم نیز یک منبع مهم برای تولید اتانول در ایالت‌های دارای دشت است. ارزن مرواریدی دارای این پتانسیل است که به عنوان یک منبع اتانول برای جنوب شرقی ایالات استفاده است و پتانسیل استفاده از عدسک آبی نیز در حال بررسی است.
در برخی از نقاط اروپا، به ویژه فرانسه و ایتالیا، انگور به عنوان منبع ماده اولیه برای اتانول سوختی از طریق تقطیر مازاد شراب تبدیل شده است. نوشیدنی‌های شیرین مازاد نیز ممکن است در این فرایند استفاده شوند. در ژاپن، پیشنهاد شده است که از برنجی که معمولاً به ساکی تبدیل می‌شود به عنوان منبع اتانول استفاده شود.

### کاساوا به عنوان ماده اولیه اتانول
اتانول می‌تواند از روغن معدنی یا از قندها یا نشاسته‌ها تولید شود. نشاسته‌ها ارزان‌ترین گزینه هستند. محصول نشاسته‌ای با بالاترین محتوای انرژی در هر هکتار کاساوا است که در کشورهای گرمسیری رشد می‌کند.
تایلند در دهه ۱۹۹۰ دارای صنعت بزرگ کاساوا بود که برای استفاده به عنوان خوراک دام و به عنوان یک افزودنی ارزان به آرد گندم استفاده می‌شد. نیجریه و غنا در حال راه‌اندازی کارخانه‌های تبدیل کاساوا به اتانول هستند. در حجال حاضر تولید اتانول از کاساوا، زمانی که قیمت نفت خام بالای ۱۲۰ دلار در هر بشکه باشد، از نظر اقتصادی قابل توجیه است.
انواع جدیدی از کاساوا در حال توسعه هستند، بنابراین وضعیت آینده همچنان نامشخص است. در حال حاضر، کاساوا می‌تواند بین ۲۵ تا ۴۰ تن در هکتار (با آبیاری و کود) محصول تولید کند، و از یک تن ریشه کاساوا، حدود ۲۰۰ لیتر اتانول می‌توان تولید نمود (با فرض اینکه کاساوا دارای ۲۲٪ نشاسته باشد). یک لیتر اتانول حدود ۲۱٫۴۶ مگاژول انرژی دارد. راندمان کلی انرژی تبدیل ریشه کاساوا به اتانول حدود ۳۲٪ است.
مخمر مورد استفاده برای پردازش کاساوا Endomycopsis fibuligera است که گاهی همراه با باکتری Zymomonas mobilis استفاده می‌شود.

## فرآورده‌های جانبی تخمیر
تخمیر اتانول محصولات جانبی بدون برداشت مانند گرما، دی‌اکسید کربن، خوراک برای دام، آب، متانول، سوخت، کود و الکل تولید می‌کند. باقی‌مانده‌های جامد غلاتی که در فرایند تخمیر بدون تخمیر باقی می‌مانند، می‌توانند به عنوان خوراک دام یا در تولید بیوگاز استفاده شوند، این محصول‌ها به عنوان غلات تقطیری شناخته می‌شوند و به عنوان WDG، غلات مرطوب تقطیری و DDGS، غلات خشک تقطیری با محلول‌ها به فروش می‌رسند.

## میکروب‌های مورد استفاده در تخمیر اتانول
- مخمر
  - ساکارومایسس سرویزیه
  - شیزوساکارومایسس
- زایموموناس موبیلیس (یک باکتری)